# Ken McArthur
Kennedy Kane McArthur, detto Ken (Dervock, 10 febbraio 1882 – Potchefstroom, 13 giugno 1960), è stato un maratoneta sudafricano, campione olimpico della specialità a Stoccolma 1912.

## Biografia
Ai Giochi olimpici di Stoccolma 1912 vinse l'oro nella maratona ottenendo un tempo migliore del connazionale Christian Gitsham (medaglia d'argento) e dello statunitense Gaston Strobino.

## Palmarès
| Anno | Manifestazione  | Sede      | Evento   | Risultato | Prestazione | Note |
| ---- | --------------- | --------- | -------- | --------- | ----------- | ---- |
| 1912 | Giochi olimpici | Stoccolma | Maratona | Oro       | 2h36'54"8   |      |